# Копаное Озеро
Копаное Озеро — упразднённый в 2004 году посёлок в Чаинском районе Томской области России. Входил в состав Подгорнского сельского поселения.

## География
Располагался на реке Икса.

## История
Упразднен в 2004 году.

## Население
| 1940 | 1956 | 1995 | 1996 | 1997 | 1998 | 1999 |
| ---- | ---- | ---- | ---- | ---- | ---- | ---- |
| 127  | ↗701 | ↘349 | ↘331 | ↘300 | ↘257 | ↘183 |
| 2002 |      |      |      |      |      |      |
| ↘31  |      |      |      |      |      |      |